# Hellboy (film 2019)
Hellboy reboot è un film del 2019 diretto da Neil Marshall.
La pellicola è l'adattamento cinematografico dei fumetti creati da Mike Mignola (tra cui nelle quattro storie ispirate L'oscurità chiama, La caccia selvaggia, La tempesta e la furia ed Hellboy in Messico) con protagonista Hellboy, reboot della serie già portata sul grande schermo con i film originali Hellboy (2004) e Hellboy: The Golden Army (2008), entrambi diretti da Guillermo del Toro.
In origine il titolo avrebbe dovuto essere Hellboy: Rise of the Blood Queen, ma poi fu ridotto a Hellboy.

## Trama
Nel Medioevo, la malvagia Regina di Sangue Vivienne Nimue scatena una piaga mortale in Inghilterra, fino a che Re Artù e Mago Merlino non la fermano decapitandola con Excalibur per poi smembrarla e spargere i suoi resti in tutto il paese.
Nei giorni nostri, a Tijuana, il miglior agente del B.P.R.D. Hellboy uccide accidentalmente un suo collega, trasformato in un vampiro il quale gli rivela in punto di morte che la fine sta arrivando. Hellboy viene riportato al B.P.R.D. in Colorado ed inviato dal capo Trevor Bruttenholm, suo padre umano adottivo, in Inghilterra per assistere alla caccia di tre giganti del Club Osiride. Arrivato lì Hellboy viene informato dalla veggente del club Lady Hatton che durante la Seconda Guerra Mondiale è stato evocato dallo stregone Grigori Rasputin per un progetto nazista noto come Ragnarok. Una volta scoperti però gli Alleati li hanno fermati, assieme al cacciatore di nazisti Lobster Johnson ed il giovane Bruttenholm lo ha adottato quando in realtà avrebbe dovuto ucciderlo; questo provocò a lui, a Hatton ed alcuni membri dell'Osiride un invecchiamento ritardato, motivo per la quale non sono più cambiati. Nel frattempo il Gruagach, un feroce mostro dalle fattezze di un cinghiale, recupera alcuni dei resti di Nimue.
Durante la caccia, Hellboy viene tradito e quasi ucciso dai cacciatori prima che questi subiscano un'imboscata da parte dei giganti. A malapena cosciente, Hellboy riesce a sconfiggere i tre giganti per poi svenire e risvegliarsi nell'appartamento di una ragazza che riconosce come Alice Monaghan, a cui aveva salvato la vita da bambina: le fate la sostituirono con un piccolo Gruagach, che però il demone rosso smascherò e lo obbligò a riportare la bambina dopo averlo toccato col ferro che per lui è letale. Improvvisamente arriva una squadra SWAT per recuperare Hellboy, Bruttenholm comunica che qualcuno sta recuperando i resti di Nimue e l’ultimo pezzo si trova all'Osiris Club. Hellboy viene presentato all'agente del M11 Ben Daimio ed insieme ad Alice, raggiungono il club.
Trovando tutti massacrati, Alice, che è una medium, evoca lo spirito di Hatton, la quale rivela che Nimue cerca Hellboy per provocare l'apocalisse. Intanto il Gruagach, con l'aiuto della terribile strega Baba Yaga, la sua mandante, fa risorgere Nimue, dopo aver recuperato l'ultimo pezzo. Daimio li porta al quartier generale del M11 e dopo una discussione con Bruttenholm sulla sua adozione dove Hellboy ritiene che questa guerra tra uomini e mostri è colpa anche dei primi ed èd insensata. Il demone viene trasportato magicamente nella casa di Baba Yaga. Hellboy fa un patto con la strega, un suo occhio per sapere dove si trova Nimue, ma dopo aver rinnegato l’accordo, Baba Yaga lo maledice e lo caccia via.
Il gruppo si dirige sul posto, durante il viaggio Daimio rivela come si procurò le cicatrici che ha in volto: la sua squadra in una missione nella giungla fu massacrata da una bestia e lui fu l'unico sopravvissuto. Nimue recupera il suo sangue dall'albero in cui fu trapassata prima della decapitazione, Hellboy e co lottano contro alcuni non morti ed Alice scopre di poterli esorcizzare. Il demone la raggiunge e le dice che non è sua nemica per poi avvelenare Alice e fuggire con Gruagach. L’unico che può salvare Alice è mago Merlino, Hellboy e Daimio trovano il corpo ancora in vita del mago che rivela a Hellboy di essere un discendente di Re Artù, essendo sua madre umana portata all'Inferno da suo padre, un demone. Quando gli viene offerto Excalibur, l’unica arma che può ferire Nimue, Hellboy la rifiuta sconvolto dopo una visione di sé stesso che causa l'apocalisse.
Il trio torna a Londra per trovare il personale M11 morto e Bruttenholm scomparso. Seguono Nimue fino alla cattedrale di St Paul dove Hellboy combatte un Gruagach potenziato aiutato da Daimio sotto forma di un giaguaro mannaro (l'uomo ha sempre usato delle fiale per fermare il processo, da quando l'hanno incontrato). Nimue uccide a tradimento Gruagach e porta Hellboy nella tomba nascosta di Re Artù che contiene Excalibur. Hellboy inizialmente rifiuta la spada, ma la estrae quando la strega uccide Bruttenholm. La rimozione della spada apre un portale per l'inferno da cui emergono i demoni che attaccano Londra. Daimio tornato umano decide di uccidere il demone con uno speciale proiettile sacro, ma Alice evoca lo spirito di Bruttenholm per dissuadere Hellboy che tornato in sé decapita Nimue, gettando la testa nel portale delle fiamme dell'inferno che si chiude subito dopo, Hellboy ha un'ultima discussione col padre che lo ringrazia di averlo reso un uomo migliore, di scegliere il proprio destino e di chiudere pacificamente la guerra tra uomini e mostri, mentre Daimio distrugge il proiettile avendo capito di potersi fidare di lui.
Sei mesi dopo, il trio fa irruzione in una setta dove trovano un serbatoio d'acqua contenente una creatura chiamata Ichthyo sapien. In una scena a metà titoli di coda, Hellboy è consolato nella tomba di Bruttenholm dal fantasma del suo eroe preferito Lobster Johnson. Nella scena finale dopo i titoli coda, Baba Yaga arruola una misteriosa figura e brama vendetta contro Hellboy.

## Produzione
Le riprese del film, iniziate nel settembre 2017 e svoltesi tra Regno Unito e Bulgaria, sono terminate il 27 dicembre 2017.
Il budget del film è stato di 50 milioni di dollari.

## Promozione

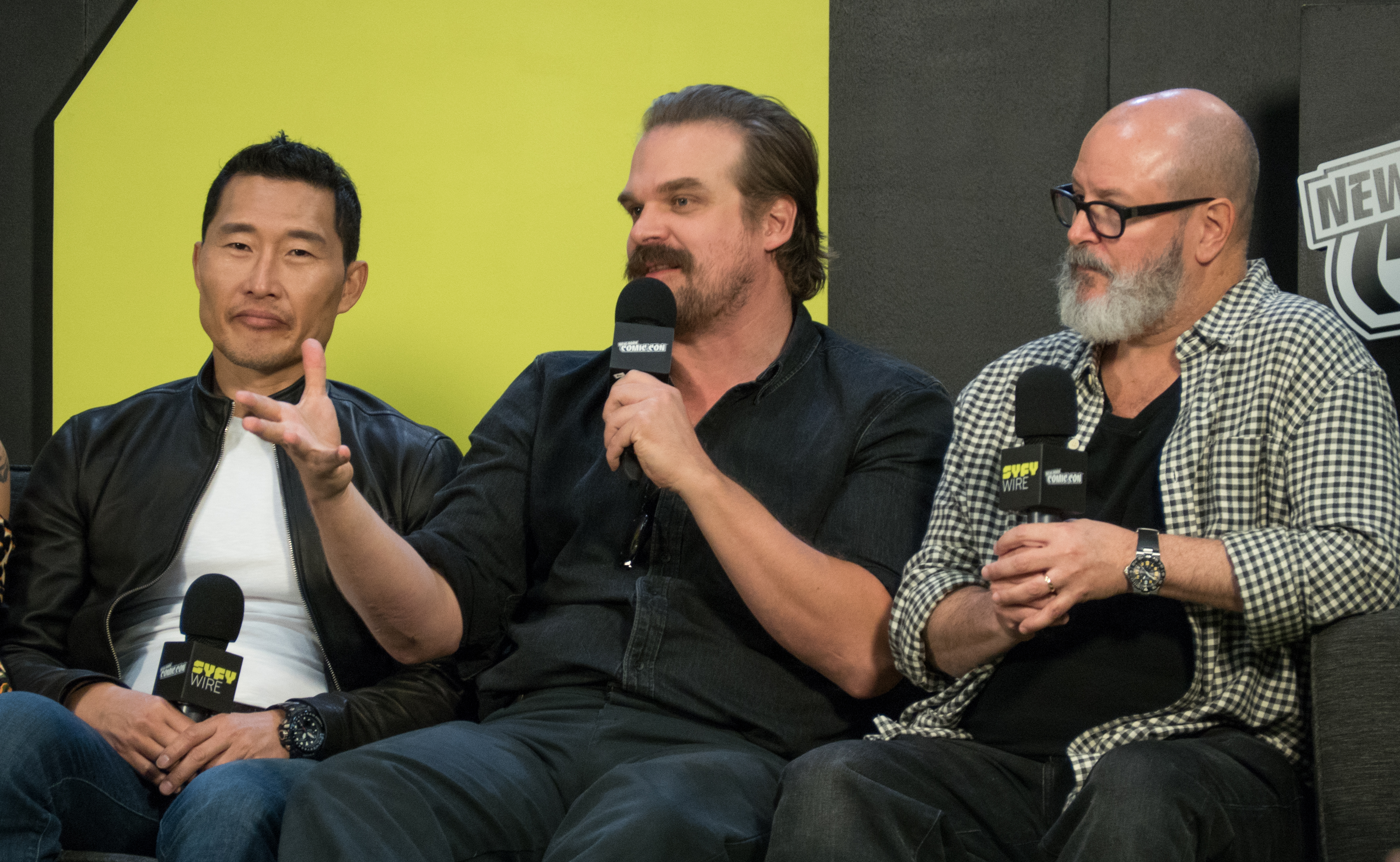
Daniel Dae Kim, David Harbour e Mike Mignola al New York Comic Con nell'ottobre 2018.

Il primo trailer del film viene diffuso il 19 dicembre 2018, mentre il giorno dopo la versione italiana. Un secondo trailer viene diffuso il 7 marzo 2019.

## Distribuzione
La pellicola è stata distribuita nelle sale cinematografiche italiane dall'11 aprile 2019 ed in quelle statunitensi dal 12 aprile.

### Divieti
Negli Stati Uniti il film è stato vietato ai minori di 17 anni per la presenza di "violenza intensa, spargimenti di sangue e linguaggio forte".

## Accoglienza

### Incassi
Hellboy ha incassato 21903748 $ nel Nord America e 22760942 $ nel resto del mondo per un totale di 44664690 $, rivelandosi uno dei flop cinematografici del 2019.

### Critica
Sull'aggregatore Rotten Tomatoes il film riceve il 17% delle recensioni professionali positive col voto medio di 3,66 su 10, basato su 207 critiche, mentre su Metacritic ottiene un punteggio di 31 su 100, basato su 44 recensioni.